# Краснокомунарська селищна рада
Краснокомуна́рська селищна рада (рос. Краснокоммунарский поселковый совет) — сільське поселення у складі Сакмарського району Оренбурзької області Росії.
Адміністративний центр — селище Красний Комунар.

## Населення
Населення — 4042 особи (2019; 4222 в 2010, 4263 у 2002).

## Склад
До складу селищної ради входять:
| Населений пункт         | Населення, осіб (2002) | Населення, осіб (2010) |
| ----------------------- | ---------------------- | ---------------------- |
| Ізвесткове, село        | 73                     | 88                     |
| Красний Комунар, селище | 4190                   | 4134                   |